# Barra Santos
O Barra Santos é um restaurante em Cypress Park, Los Angeles, Califórnia, Estados Unidos, que serve culinária portuguesa. Em 2024, o Barra Santos foi semifinalista na categoria Best New Restaurant do Prêmio da Fundação James Beard.